# Paranitocris luci
Paranitocris luci är en skalbaggsart som beskrevs av Pierre Lepesme och Stefan von Breuning 1955. Paranitocris luci ingår i släktet Paranitocris och familjen långhorningar. Inga underarter finns listade i Catalogue of Life.